# The Straight Road
The Straight Road er en amerikansk stumfilm fra 1914 af Allan Dwan.

## Medvirkende
- Gladys Hanson som Mary som O'Hara.
- William Russell som Bill Hubbell.
- Iva Shepard som Lazy Liz.
- Arthur Hoops som Douglas Aines.
- Lorraine Huling som Ruth Thompson.